# Donja Pastuša
Donja Pastuša is een plaats in de gemeente Petrinja in de Kroatische provincie Sisak-Moslavina. De plaats telt 7 inwoners (2001).